# Vernou-sur-Brenne
 Vernou-sur-Brenne  es una población y comuna francesa, situada en la región de  Centro-Valle del Loira, departamento de Indre y Loira, en el distrito de Tours y cantón de Vouvray.

## Demografía
| 1822 | 2000 | 1992 | 2050 | 2197 | 2452 |
| Para los censos de 1962 a 1999 la población legal corresponde a la población sin duplicidades (Fuente: INSEE [Consultar]) |      |      |      |      |      |